# Pitcairnia ferrell-ingramiae
Espèce
Classification phylogénétique
Statut de conservation UICN

 VU B1ab(iii) : Vulnérable
Pitcairnia ferrell-ingramiae est une espèce de plantes de la famille des Bromeliaceae, endémique d'Équateur.